# Працослав
Працослав (пол. Pracosław) — польский дворянский герб.

## Описание
В лазоревом поле между двумя золотыми пчелами — одна вверху слева, другая внизу справа — поверх золотого ликторского пука в столб, связанного серебряной лентой и увенчанного серебряным топориком — правая красная перевязь с двойными серебряными полосками с обоих краёв.
На щите дворянский коронованный шлем. Нашлемник: три страусовых пера. Намёт на щите лазоревый, подложенный серебром.

## Герб используют
Мартин Сконечный, г. Працослав, сын Симона, комиссара плоцкой губернской администрации, 02.01.1840 жалован дипломом на потомственное дворянское достоинство Царства Польского.